# Напьер, Чарльз
Чарльз Напьер (англ. Charles Napier; 12 апреля 1936 — 5 октября 2011) — американский актёр.

## Биография
Чарльз Напьер родился 12 апреля 1936 года неподалёку от города Скоттсвилл, штат Кентукки. Получил образование в общественных школах Скоттсвилля. Во время учёбы Чарльз очень любил баскетбол и даже принимал участие в турнирах между школами. В 1954 году, после окончания школы, поступил на военную службу, где дослужился до сержанта. В 1961 году Чарльз Напьер получил высшее образование по искусству и физкультуре в Западном Университете Кентукки. После окончания университета работал помощником тренера по баскетболу в школе. Затем работал в рекламном агентстве, прежде чем переехать в Клируотер, штат Флорида, чтобы изучать искусство в JFK Junior High School. Участвовал в любительском театре. Чарльз также занимался живописью. Его работы были очень популярны во Флориде.

## Избранная фильмография
| Год  | Название                                              | Оригинальное название                                  | Роль                         |
| ---- | ----------------------------------------------------- | ------------------------------------------------------ | ---------------------------- |
| 1969 | Звёздный путь                                         | The Original Star Trek (эпизод The Way to Eden[англ.]) | Адам                         |
| 1970 | За пределами долины кукол                             | Beyond the Valley of the Dolls                         | Бакстер Вулф                 |
| 1980 | Братья Блюз                                           | The Blues Brothers                                     | Такер Макэлрой               |
| 1984 | Дополнительная смена                                  | Swing Shift                                            | Мун Уиллис                   |
| 1985 | Рэмбо: Первая кровь 2                                 | Rambo: First Blood Part II                             | Маршалл Мёрдок               |
| 1986 | Дикая штучка                                          | Something Wild                                         | повар                        |
| 1986 | Отсчёт тел                                            | Body Count                                             | шериф Чарли                  |
| 1986 | Скорый суд                                            | Instant Justice                                        | майор Дэвис                  |
| 1988 | Замужем за мафией                                     | Married to the Mob                                     | Рэй, парикмахер Анджелы      |
| 1989 | Список приговорённых                                  | Hit List                                               | Том Митчем                   |
| 1990 | Майами блюз                                           | Miami Blues                                            | сержант Билл Хэндерсон       |
| 1990 | Кидалы                                                | The Grifters                                           | Глосистер Хэббинг            |
| 1990 | Маньяк-полицейский 2                                  | Maniac Cop 2                                           | Лью Брэди                    |
| 1990 | Эрнест садится в тюрьму                               | Ernest Goes to Jail                                    | смотритель Кармайкл          |
| 1991 | Молчание ягнят                                        | The Silence of the Lambs                               | лейтенант Бойл               |
| 1993 | Заряженное оружие                                     | Loaded Weapon 1                                        | камео                        |
| 1993 | Филадельфия                                           | Philadelphia                                           | судья Лукас Гарнетт          |
| 1993 | Мешки для трупов                                      | Body Bags                                              | менеджер бейсбольной команды |
| 1993 | Москит                                                | Skeeter                                                | Эрни Баккл                   |
| 1996 | Кабельщик                                             | The Cable Guy                                          | офицер полиции               |
| 1997 | Остин Пауэрс: Человек-загадка международного масштаба | Austin Powers: International Man of Mystery            | коммандер Гилмор             |
| 1998 | Любимая                                               | Beloved                                                | камео                        |
| 1999 | Остин Пауэрс: Шпион, который меня соблазнил           | Austin Powers: The Spy Who Shagged Me                  | генерал Хоук                 |
| 2004 | Маньчжурский кандидат                                 | The Manchurian Candidate                               | генерал-лейтенант Слоун      |
| 2005 | Короли Догтауна                                       | Lords of Dogtown                                       | Нуди                         |
| 2006 | Поединок                                              | Annapolis                                              | Картер                       |
| 2009 | Продавец                                              | The Goods: Live Hard, Sell Hard                        | Дик Льюистон                 |